# Ogata Kōrin

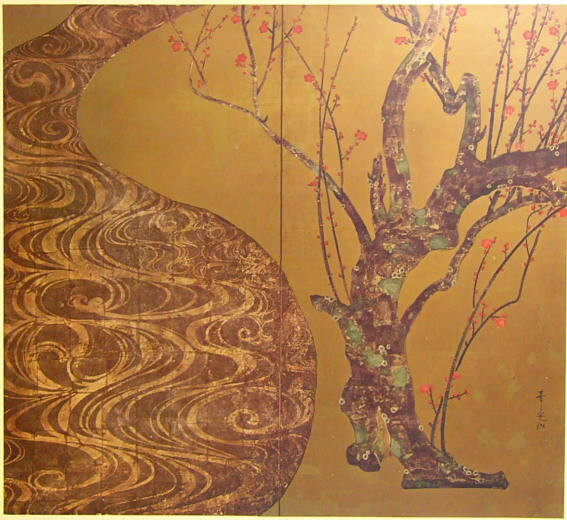
„Rote Pflaumenblüten“, rechter Teil eines Stellschirmpaars, MOA Museum of Art (Atami, Japan)

„Schwertlilien“ (Nezu-Museum) (rechter Schirm eines Stellschirm-Paares)

Ogata Kōrin (japanisch 尾形 光琳; * 1658 in Kyōto; † 2. Juni 1716) war ein japanischer Maler und Lackkünstler. Kōrin gilt als einer der wichtigsten Vertreter der japanischen Kunstströmung Rinpa und viele seiner Werke sind heute von der japanischen Regierung als Nationalschätze Japans oder als Wichtige Kulturgüter Japans deklariert.

## Leben und Wirken
Kōrin war Sohn des wohlhabenden Tuchhändlers Ogata Sōken (1621–1687), dessen Geschäft Kariganeya (雁金屋) enge Beziehungen zum Kaiserhaus und der Hocharistokratie Kyōtos unterhielt. In seiner Jugend huldigte er einem dandyhaften Lebensstil. Er lernte Malerei bei Yamamoto Sōken († 1706), Kanō Tsunenobu (1636–1713) und Sumiyoshi Gukei (1631–1705), war allerdings erst mit dem Niedergang des Geschäfts seines Vaters gezwungen, als professioneller Künstler seinen Lebensunterhalt zu bestreiten.
Kōrin entwickelte einen dekorativen Stil, der durch wenige, hochstilisierte Formen gekennzeichnet war und sowohl eine realistische Darstellungsweise als auch die üblichen Konventionen der Kanō-Schule verwarf. Er war dabei stark vom Einfluss seiner Vorgänger, dem hauptsächlich als Kalligrafen und Lackkünstler bekannten Hon’ami Kōetsu (1558–1637) und dem Maler Tawaraya Sōtatsu (aktiv ca. 1600–1640), geprägt. Mit seinem jüngeren Bruder Ogata Kenzan (1663–1743), einem Keramik-Künstler und Maler, arbeitete Kōrin in zahlreichen Werken zusammen. Bei Lackarbeiten verwendete Kōrin häufig Weißmetalle und Perlmutt und folgte darin Kōetsus Vorbild. Der Begriff Rinpa geht auf das zweite Zeichen von Kōrins Namen zurück und bedeutet wörtlich „Rin-Schule“.
Im Jahr 1701 wurde Kōrin im Alter von 43 Jahren der Rang hokkyō („Dharma-Brücke“) verliehen. Er starb mit 59 Jahren. Als seine wichtigsten Schüler gelten Tatebayashi Kagei (aktiv Mitte des 18. Jh.), Fukae Roshû (1699–1757) und Watanabe Shikō (1683–1755). Die heutigen Kenntnisse und Bewunderung seiner Arbeit gehen jedoch größtenteils auf Bemühungen Sakai Hōitsus (1761–1828) zurück, der Kōrins Stil zu Beginn des 19. Jahrhunderts wiederbelebte und eine Zusammenstellung von Holzschnitt-Reproduktionen von 100 Werken Kōrins, Kōrin hyakka-zu, veröffentlichte.
Die goldenen Hintergründe auf Gustav Klimts Bildern sollen von Ogata Kōrin inspiriert worden sein.

## Werke
- Kakitsubata-zu byōbu [Schwertlilien]. Sechspaneeliges Stellschirmpaar, Nationalschatz
- Kōhaku-zu byōbu [Rote und Weiße Pflaumen]. Zweipaneeliges Stellschirmpaar, Nationalschatz
- Nakamura Kuranosuke-zō [Porträt des Nakamura Kuranosuke]. Hängerolle, Wichtiges Kulturgut
- Yatsuhashi-zu byōbu [Yatsuhashi]. Sechspaneeliges Stellschirmpaar
- Yatsuhashi maki-e raden suzuribako [Lackschreibkasten mit Yatsuhashi-Motiv]. Nationalschatz